# Rövidfarkú hártyásorrú denevérek
A rövidfarkú hártyásorrú denevérek (Carolliinae) az emlősök (Mammalia) osztályának a denevérek (Chiroptera) rendjébe, ezen belül a kis denevérek (Microchiroptera) alrendjébe és a hártyásorrú denevérek (Phyllostomidae) családjába tartozó alcsalád.

## Rendszerezés
Az alcsaládba 2 nem és 12 faj tartozik:
- Carollia - 9 faj
- Rhinophylla - 3 faj